# Novosibirski otoci
Novosibirski otoci  (rus. Новосиби́рские острова́, jakutski:Саҥа Сибиир арыылара) su otočna skupina u Arktičkom oceanu sjeverno od obale istočnog Sibira, između Istočnosibirskog mora na istoku i Laptevskog mora na zapadu. Od Sibira ih odvaja Laptevski prolaz.
Otoci imaju površinu od oko 38.400 km2.
Arhipelag se sastoji od tri skupine otoka: Anžuovih otoka (Novosibirski otoci u užem smislu površine od 29.000 km2), Ljahovskih otoka (6.095 km2) i De Longovih otoka (228 km2). Veći otoci su Koteljni, Novi Sibir i Veliki Ljahovski. Čitava otočna skupina pripada ruskoj republici Jakutskoj.
Otočje je nisko, s najvišom kotom od 374 m (otok Koteljni). To je tundra koja je većim dijelom godine (preko devet mjeseci) prekrivena snijegom i ledom. Otoke naseljavaju sjeverni jeleni, polarne lisice i mnogo raznovrsnih ptica.
Na otocima se nalaze manja naselja i polarne stanice.

## Vanjske poveznice
|  | Zajednički poslužitelj ima još gradiva o temi Novosibirski otoci |

- https://web.archive.org/web/20101223020313/http://oceandots.com/arctic/new-siberian/